# سفره‌ماهی نقاب‌دار ساده
سفره‌ماهی نقاب‌دار ساده (نام علمی: Neotrygon annotata) نام یک گونه از سرده سفره‌ماهی نقاب‌دار است.